# قائمة أعضاء مجلس النواب العراقي - الدورة السابعة
هذه قائمة أعضاء مجلس النواب العراقي - الدورة السابعة بعد انتخابات 1937، اختير الأعضاء من خلال الانتخابات التي جرت يومي 10 كانون الأول 1936 و20 شباط 1937، وفي هذه الانتخابات اختير 108 نائبا. جرت هذه الانتخابات بعد انقلاب عام 1936 بقيادة بكر صدقي.

## لواء أربيل
| التسلسل | الاسم             | الملاحظات                  |
| ------- | ----------------- | -------------------------- |
| 1       | ميران قادر        | نائب في الدورتين الماضيتين |
| 2       | محمد علي محمود    | -                          |
| 3       | خضر أحمد          | -                          |
| 4       | إبراهيم يوسف      | نائب في دورة سابقة         |
| 5       | جميل كروي         | -                          |
| 6       | محمد علي راوندوزي | -                          |
| 7       | د. شكري محمد      | -                          |

## لواء البصرة
| التسلسل | الاسم              | الملاحظات                                                                        |
| ------- | ------------------ | -------------------------------------------------------------------------------- |
| 1       | حامد النقيب        | نائب في الدورات الأربعة الماضية                                                  |
| 2       | روبين سوميخ        | نائب في الدورة الماضية                                                           |
| 3       | عبد الجبار الملاك  | -                                                                                |
| 4       | عبد العزيز الفالح  | -                                                                                |
| 5       | عبد الكريم السعدون | -                                                                                |
| 6       | عبد الرحمن النعمة  | -                                                                                |
| 7       | نعمة المنصور       | -                                                                                |
| 8       | عيسى طه            | -                                                                                |
| 9       | عبود الملاك        | نائب في الدورات الثلاثة الماضية                                                  |
| 10      | عزيز شريف          | -                                                                                |
| 11      | روفائيل بطي        | يحتمل هنالك خطأ في تشابه الاسم توهما مع نائب عن الموصل استقال فحل محله سليم حسون |

## لواء بغداد
| التسلسل | الاسم                                         | الملاحظات                         |
| ------- | --------------------------------------------- | --------------------------------- |
| 1       | إبراهيم حييم                                  | نائب في الدورات الأربعة الماضية   |
| 2       | جعفر أبو التمن                                | -                                 |
| 3       | عبد اللطيف نوري                               | -                                 |
| 4       | ناجي الأصيل                                   |                                   |
| 5       | عارف قفطان                                    | -                                 |
| 6       | علي العواد                                    |                                   |
| 7       | نوري عبد الرحمن عثمان علي عبد الرحمن الأورفلي | -                                 |
| 8       | رشيد الخوجة                                   | نائب في الدورة الماضية            |
| 9       | مصطفى علي                                     | -                                 |
| 10      | عبد القادر إسماعيل                            |                                   |
| 11      | مظهر الشاوي                                   |                                   |
| 12      | خضوري شكر                                     |                                   |
| 13      | فخري الجميل                                   | -                                 |
| 14      | يوسف حبيب أوفي                                | كان نائبا في دورة ماضية           |
| 15      | عبد النبي إبراهيم الدهوي                      | كان نائبا في دورة ماضية عن البصرة |
| 16      | محمود رامز السعدون                            | كان نائبا في الدورة الماضية       |
| ?       | علي دليمي                                     | كان أيضا نائبا في هذه الدورة      |

## لواء الحلة
| التسلسل | الاسم              | الملاحظات |
| ------- | ------------------ | --------- |
| 1       | كامل الجادرجي      | -         |
| 2       | نجيب الراوي        | -         |
| 3       | عمران الحاج سعدون  | -         |
| 4       | محمد رشيد البربوتي | -         |
| 5       | عبد المحسن الجريان | -         |
| 6       | مخيف الكتاب        | -         |

## لواء الدليم
| التسلسل | الاسم            | الملاحظات                      |
| ------- | ---------------- | ------------------------------ |
| 1       | خميس ضاري        | نائب في الدورات الثلاث الماضية |
| 2       | مشحن الحردان     | نائب في الدورة الماضية         |
| 3       | علي السليمان     | نائب في الدورات الستة الماضية  |
| 4       | معروف الرصافي    | نائب في الدورة الماضية         |
| 5       | كمال رأفت السنوي | -                              |

## لواء ديالى
| التسلسل | الاسم                | الملاحظات                          |
| ------- | -------------------- | ---------------------------------- |
| 1       | حبيب الخيزران        | نائب في الدورة الماضية             |
| 2       | حكمت سليمان          | نائب في الدورة الماضية عن لواء آخر |
| 3       | مكي جميل             | -                                  |
| 4       | حميد الحسن           | نائب في الدورة الماضية             |
| 5       | عبد الوهاب الطالباني | -                                  |

## لواء الديوانية
| التسلسل | الاسم              | الملاحظات                  |
| ------- | ------------------ | -------------------------- |
| 1       | مرزوك العواد       | نائب في الدورتين الماضيتين |
| 2       | رايح العطية        | -                          |
| 3       | دللي الراضي        | -                          |
| 4       | عبد الواحد سكر     | نائب في الدورة الماضية     |
| 5       | شعلان سلمان الظاهر | نائب في الدورتين الماضيتين |
| 6       | فهد الجحيل         | -                          |
| 7       | سلمان الشيخ داود   | -                          |
| 8       | مظهر الحاج صكب     | نائب في الدورتين الماضيتين |
| 9       | موجد الشعلان       | نائب في الدورة الماضية     |
| 10      | عبد السادة الحسين  | نائب في الدورة الماضية     |
| 11      | تكليف المبدر       | -                          |
| 12      | شعلان الشهد        | -                          |
| 13      | داخل الشعلان       | -                          |

## لواء السليمانية
| التسلسل | الاسم              | الملاحظات                     |
| ------- | ------------------ | ----------------------------- |
| 1       | حمه أغا عبد الرحمن | -                             |
| 2       | شيخ جلال           | نائب في الدورة الماضية        |
| 3       | محمد صالح محمد علي | نائب في الدورات الستة الماضية |
| 4       | ميرزا توفيق قزاز   | -                             |
| 5       | حامد جاف           | -                             |
| 6       | صبري الحاج علي     | -                             |

## لواء العمارة
| التسلسل | الاسم          | الملاحظات                            |
| ------- | -------------- | ------------------------------------ |
| 1       | فالح الصيهود   | -                                    |
| 2       | شواي الفهد     | -                                    |
| 3       | قاسم الخضيري   | نائب في الدورة الماضية               |
| 4       | علوان الجنديل  | -                                    |
| 5       | إبراهيم الأصيل | -                                    |
| 6       | جميل الراوي    | -                                    |
| 7       | حامد الوادي    | نائب في الدورة الماضية عن لواء الكوت |

## لواء كربلاء
| التسلسل | الاسم                  | الملاحظات |
| ------- | ---------------------- | --------- |
| 1       | حسن الده ده            | -         |
| 2       | صادق كمونة             | -         |
| 3       | عبد الرسول كاشف الغطاء | -         |

## لواء كركوك
| التسلسل | الاسم             | الملاحظات |
| ------- | ----------------- | --------- |
| 1       | قادر الطالباني    | -         |
| 2       | يوسف إبراهيم يوسف | -         |
| 3       | محمد برقي         | -         |
| 4       | عاصي العلي        | -         |
| 5       | أحمد أغا          | -         |
| 6       | حسين أغا النفطجي  | -         |

## لواء الكوت
| التسلسل | الاسم               | الملاحظات              |
| ------- | ------------------- | ---------------------- |
| 1       | محمد الصيهود الحبيب | -                      |
| 2       | باقر أبو التمن      | -                      |
| 3       | عبد الله الياسين    | نائب في الدورة الماضية |
| 4       | ذبيان الغبان        | -                      |
| 5       | مزهر السمرمد        | نائب في الدورة الماضية |

## لواء المنتفق
| التسلسل | الاسم             | الملاحظات                       |
| ------- | ----------------- | ------------------------------- |
| 1       | صالح جبر          | نائب في دورة سابقة              |
| 2       | سعود السعدون      | -                               |
| 3       | حسن البدر الرميض  | نائب في الدورة الماضية          |
| 4       | محمد باقر الشبيبي | نائب في الدورة الماضية          |
| 5       | خيون العبيد       | نائب في الدورات الثلاثة الماضية |
| 6       | محمد حسن حيدر     | -                               |
| 7       | مزعل الحميدة      | -                               |
| 8       | موحان الخير الله  | نائب في الدورة الماضية          |
| 9       | محمد الجرجفجي     | -                               |
| 10      | فرهود الفندي      | -                               |

## لواء الموصل
| التسلسل | الاسم            | الملاحظات                  |
| ------- | ---------------- | -------------------------- |
| 1       | حازم شمدين أغا   | نائب في الدورتين الماضيتين |
| 2       | حميدي الفرحان    | نائب في الدورتين الماضيتين |
| 3       | أمجد العمري      | نائب في الدورة الماضية     |
| 4       | قاسم الديوه جي   | -                          |
| 5       | حبيب العبيدي     | نائب في الدورة الماضية     |
| 6       | بشير الصقال      | -                          |
| 7       | روفائيل بطي      | نائب في الدورة الماضية     |
| 8       | محمد حديد        | -                          |
| 9       | يوسف الكبير      | نائب في دورة سابقة         |
| 10      | ضياء يونس        | توظف ولم يعين أحد بعده     |
| 11      | شريف الصابونجي   | -                          |
| 12      | محمد فريد الجادر | نائب في الدورة الماضية     |
| 13      | سعيد الدوسكي     | -                          |
| 14      | يونس العباوي     | -                          |
| 15      | فارس الزيباري    | -                          |
| 16      | رؤوف اللوس       | -                          |